# Lee Jin-young
Dans ce nom coréen, le nom de famille, Lee, précède le nom personnel.
Pour les articles homonymes, voir Lee.
Lee Jin-young (né le 15 juin 1980 à Gunsan, Corée du Sud) est un joueur coréen de baseball qui joue avec les KT Wiz de Suwon dans la ligue sud-coréenne de baseball.
Il a obtenu la médaille d'or de baseball lors des jeux olympiques 2008 à Pékin.